# Isidre Caballeria Pla
Isidre Caballeria Pla (Badalona, 1916-1989) va ser un químic i polític català. Va ser alcalde Badalona entre el 12 de juny de 1974 i el 25 d'abril de 1977, el darrer del franquisme i el primer de la transició a la democràcia. El seu mandat va caracteritzar-se per una incipient oposició dels partits polítics, encara clandestins, de les entitats ciutadanes i d'alguns regidors del mateix consistori, que van evitar que seguís l'exemple del seu predecessor, Felipe Antoja, que va concentrar un gran poder a les seves mans. Posteriorment va passar a Alianza Popular.

## Biografia
Va néixer a Badalona el 1916, fill d'Isidre Caballeria i Vilà i de Llorença Pla i Cornet; el seu germà Joan va ser un reconegut metge a la ciutat. Va estudiar ciències químiques. Professionalment va estar vinculat des dels vint anys a l'empresa Cros S.A., de la qual fou cap de personal.
Ideològicament de dretes, abans de l'esclat de la guerra civil espanyola va ser col·laborador de la secció local d'Unión de Derechas. Combatent durant el conflicte, amb la victòria del bàndol de Franco va rebre el grau i consideració d'excombatent. Malgrat la seva relació amb aquest bàndol, mai va arribar a sol·licitar i formalitzar el seu carnet amb la FET-JONS local, el partit únic del règim, cosa que, en qualsevol cas, no va impedir que pogués accedir i ostentar diversos càrrecs de l'administració municipal. Va ser president de la Unió Gimnàstica i Esportiva de Badalona als anys seixanta.
En l'àmbit municipal, va ser triat regidor pel terç corporatiu i va ser designat, a més, Conseller Local del Movimiento en representació del consistori. Va assumir el càrrec de regidor el 5 de febrer de 1967. Fins a 1974 va ser segon tinent d'alcalde amb Felipe Antoja Vigo com a alcalde. Amb la mort d'aquest el 7 de març de 1974 i un període de transició, en què va ser alcalde José Guillén Clapés, el 12 de juny del mateix any Caballeria va accedir a l'alcaldia. A la seva presa de possessió hi va assistir el recentment nomenat governador civil Rodolfo Martín Villa. Des del 1976 va ser també diputat provincial a la Diputació de Barcelona.
Durant el seu mandat va intentar fer una política continuista del seu predecessor, un dels alcaldes que més havia marcat la ciutat actuant concentrant un gran poder a les seves mans sense gairebé oposició, però Caballeria es va trobar en aquest moment amb una forta oposició amb l'incipient aparició dels partits polítics democràtics, encara de forma clandestina, de les entitats de la ciutat que reclamaven millores, a més de les divergències d'opinions fins i tot dintre del mateix consistori, cosa que va complicar l'estada en el càrrec. Entre les polèmiques va destacar, el mateix desembre de 1974, la seva intenció d'anomenar al parc de Can Solei, adquirit feia escassament un mes, Parque del Alcalde Don Felipe Antoja, que va comptar amb un fort rebuig de la ciutadania i discussions amb els regidors d'oposició al Ple, Cecília March i Ernest Rojo.
Finalment, el 1977 va dimitir del seu càrrec per poder presentar-se a les eleccions com a candidat d'Alianza Popular-Convivència Catalana en el número 8 per Barcelona. Després d'això no va tornar a intervenir en la política municipal.